# Clesles
Clesles ist eine französische Gemeinde mit 631 Einwohnern (Stand 1. Januar 2022) im Département Marne in der Region Grand Est (vor 2016 Champagne-Ardenne). Sie gehört zum Kanton Vertus-Plaine Champenoise (bis 2015 Anglure) und zum Arrondissement Épernay. Die Einwohner werden Cleslions genannt.

## Geografie
Clesles liegt etwa 47 Kilometer nordwestlich von Troyes an der Seine, die die Gemeinde im Süden begrenzt. Durch die Gemeinde führt auch der Canal de la Haute-Seine. Umgeben wird Clesles von den Nachbargemeinden Bagneux im Norden, Étrelles-sur-Aube im Nordosten, Saint-Oulph im Département Aube im Osten, Châtres im Département Aube im Süden, Maizières-la-Grande-Paroisse im Département Aube im Süden und Südwesten sowie Saint-Just-Sauvage im Westen und Nordwesten.

### Bevölkerungsentwicklung
| Jahr                       | 1962 | 1968 | 1975 | 1982 | 1990 | 1999 | 2006 | 2011 | 2018 |
| -------------------------- | ---- | ---- | ---- | ---- | ---- | ---- | ---- | ---- | ---- |
| Einwohner                  | 506  | 508  | 474  | 477  | 463  | 478  | 560  | 590  | 617  |
| Quellen: Cassini und INSEE |      |      |      |      |      |      |      |      |      |

## Sehenswürdigkeiten

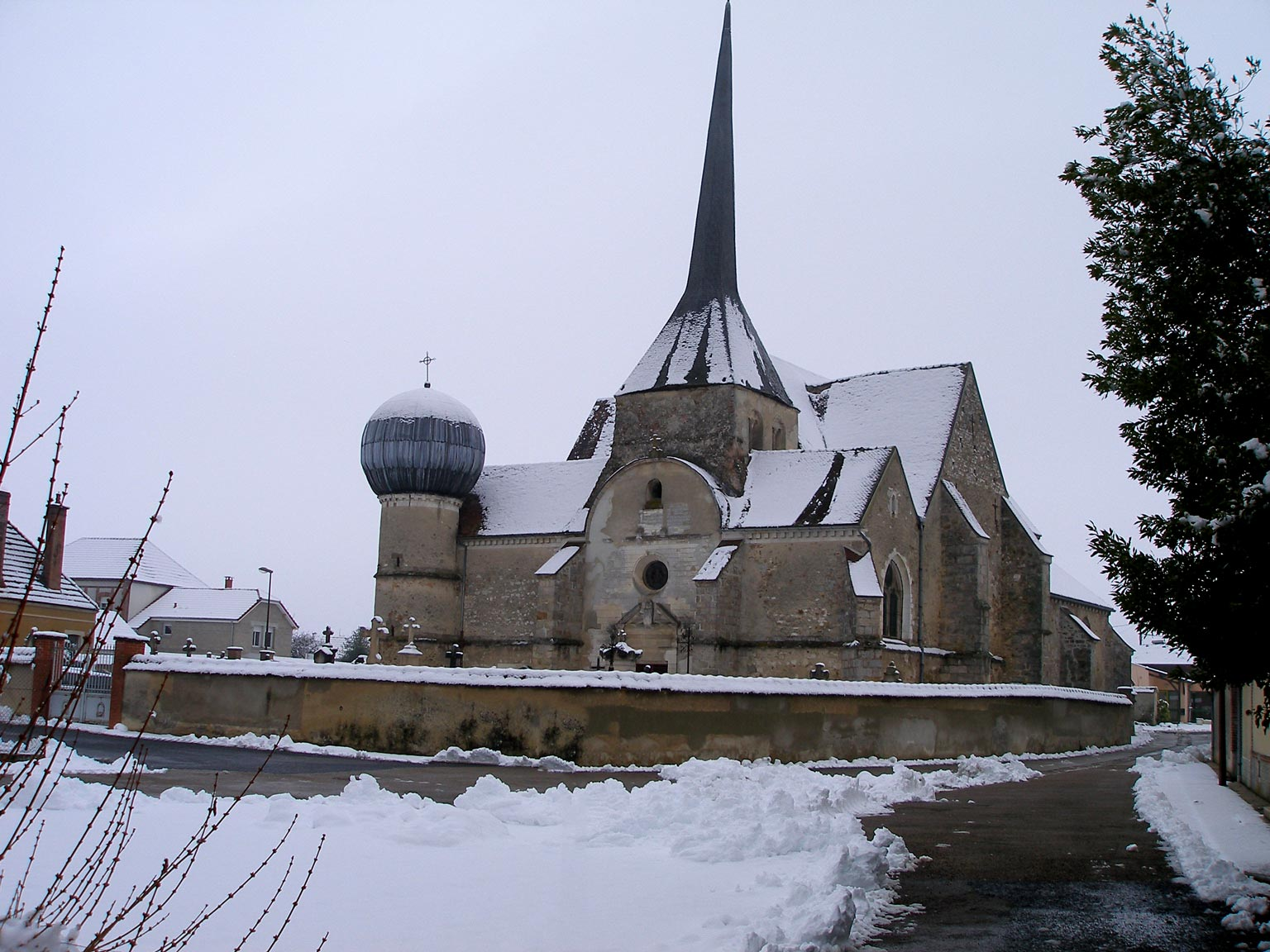
Kirche Saint-Antoine-Saint-Sulpice

- Kirche Saint-Sulpice-et-Saint-Antoine